# 不滅鑽石
《JoJo的奇妙冒險 第四部 不滅鑽石》（ジョジョの奇妙な冒険 Part4 ダイヤモンドは砕けない）為荒木飛呂彥創作的日本漫畫《JoJo的奇妙冒險》的第四部，自1992年起至1995年止連載於《週刊少年Jump》，收錄於單行本第29至47集。
本部在連載時使用的副標題為「第4部 東方仗助」。《不滅鑽石》完結後，推出以劇中角色岸邊露伴為主角的番外漫畫《岸邊露伴一動也不動》、《岸邊露伴在羅浮》。
2015年10月24日宣布製作電視動畫，2016年4月至12月首播。2016年9月28日宣布拍攝真人電影，於次年8月4日上映。

## 劇情大綱
故事發生在1999年的日本M縣S市杜王町，年事已高所以考慮遺產分配的喬瑟夫·喬斯達，在進行身家調查時，發現竟有一個自己不知道的私生子，為了處理遺產分配的事宜，委託外孫空條承太郎造訪杜王町，與其私生子東方仗助見面。因為不小心侮辱了仗助的髮型而遭到對方的替身「瘋狂鑽石」攻擊，在雙方化解誤會後，承太郎向仗助表示他來到杜王町的另一個原因，是為了追查杜王町的連環殺人魔安傑羅，希望仗助可以注意並警戒此人的行蹤。
承太郎在杜王町停留期間，正準備放學回家的仗助遭遇一起超商搶劫案，並擊敗了被安傑羅的替身操縱的劫匪，安傑羅對仗助的插手心懷怨恨，以替身能力殺死仗助的外祖父東方良平，使仗助和承太郎開始追查安傑羅，並在之後將其擊敗。安傑羅告訴他們杜王町有一副能賦予人替身能力的「弓與箭」，擁有弓箭的虹村形兆，與他的弟弟虹村億泰用箭製造了許多替身使者，目的是尋找有能力殺死他們那變成怪物的父親的替身使者，仗助的同學廣瀨康一也因此成為替身使者。當仗助與虹村兄弟戰鬥時，替身嗆辣紅椒突然出現，不僅殺死形兆，亦搶走了弓與箭。期間一行人陸續結識了一些小鎮上的替身使者並與他們成為朋友，例如在杜王町經營「灰姑娘」美容院的美容師辻彩，使用替身「珍珠果醬」來提升廚藝的義大利餐廳廚師托尼歐·托拉薩迪，迷戀著康一，最後與他開始了一段感情的女高中生山岸由花子，以及與仗助等人同校，利用替身「收成者」在鎮上四處收集金錢的矢安宮重清。
一天傍晚，嗆辣紅椒出現在仗助家的電視機裡挑釁仗助想跟他一決勝負。但是不敵力量更強大、速度更迅捷的瘋狂鑽石，於是設法短暫制服仗助迅速撤退。第二天，仗助、康一和億泰從承太郎那裡得知仗助的父親喬瑟夫即將抵達杜王町的消息，然而，嗆辣紅椒竊聽到了他們的計劃，並騎著機車前往港口打算殺死喬瑟夫，在喬瑟夫抵達杜王町碼頭後，承太郎和億泰上船護送。同時，仗助終於見到了嗆辣紅椒的本體音石明。雖然嗆辣紅椒實力強大，但仍然被仗助用計困在橡膠輪胎並墜入海中，嗆辣紅椒的電力隨之消散。就在音石明潛入船內，假扮成史比特瓦根基金會特工試圖刺殺喬瑟夫時，億泰僥倖地揭穿了音石明的偽裝，一拳將他打趴在地，並收回了他手中的箭。雖然仗助見到了他16年來素未謀面的父親。但兩人的關係顯得非常尷尬，仗助不滿喬瑟夫棄母親於不顧的行為，希望喬瑟夫能盡快離開杜王町。此時他們還因為遇到一個隱形嬰兒並不得不照顧她，讓感到煩躁的仗助一度將氣出在喬瑟夫的身上，在嬰兒掉進池塘後，喬瑟夫以割腕自殺的方式讓鮮血染紅整個池塘，在嬰兒溺亡前發現了她，仗助對喬瑟夫願意為他人冒生命危險的行為徹底改觀，治好了喬瑟夫的傷勢並與他言歸於好。
一個月後，康一與人氣漫畫家岸邊露伴相識，露伴在剛搬回杜王町時被虹村兄弟的箭射中，從而激發了替身「天堂之門」，能通過看畫稿的方式將他人變成書籍並從中汲取靈感。但初期的露伴傲慢又自私，只把別人視為自己故事的潛在素材。在康一和間田敏和去他家索取簽名時為了獲得靈感，不斷奪取康一身上的情報，之後為了讓仗助受天堂之門的能力影響，露伴試圖利用仗助對自己頭髮的敏感點加以挑釁，強迫他睜開眼睛看自己的畫稿，但事與願違，仗助的憤怒讓其無法辨認漫畫中的天堂之門，從而得以肆無忌憚地的把露伴打成重傷。導致露伴被迫休刊一個月無法畫漫畫，但也因此成為了日後可靠的隊友。某天康一和露伴意外進入一條通往冥界的隱密巷道，遇見名為杉本鈴美的女幽靈，鈴美透露在杜王町中居住著一名會殺害年輕女性的殺人魔吉良吉影。當仗助和億泰的朋友矢安宮重清湊巧發現吉良吉影的秘密，被其殺害後，仗助一行人便開始追查吉良吉影的下落。吉良吉影一度被仗助等人困住，但他藉著美容師辻彩的替身能力變換容貌，以川尻浩作的身分繼續作惡。之後，吉良吉影的父親吉良吉廣用箭製造了幾個替身使者，以此阻撓仗助他們對吉良的追查，包括因車禍身受重傷，為了讓身體恢復健康而讓替身潛伏在隧道中吸取別人精力的暴走族噴上裕也，以猜拳奪取替身能力的大柳賢、住在鐵塔上的鋼田一豐大、喜好觀察人類的宮本輝之輔和建築師乙雅三，但被仗助他們一一擊敗。其中，噴上裕也被仗助拼死拯救康一的精神所感動，決定轉而成為他的戰友。
能賦予人替身能力的箭讓吉良吉影的替身「殺手皇后」有了回溯時間的新能力，他將這項能力安裝在川尻浩作的兒子川尻早人身上，這個能力曾一度將露伴、仗助、康一、億泰和承太郎全部炸死，但在川尻早人的努力下，吉良吉影在仗助面前自曝身分，迫使他解除能力，並與仗助正面對決。仗助一行人最終戰勝了吉良吉影，捍衛了杜王町的和平，被吉良殺死的杉本鈴美也終於瞑目。雖然承太郎仍在意杜王町是否有未被發現的邪惡替身使者，但喬瑟夫認為這個小鎮的人們都有著「黃金精神」，能夠對抗惡勢力，便與承太郎放心地離開杜王町。
延伸番外漫畫《瘋狂·鑽石之惡靈的失戀》的故事時間點設定於1999年3月，為《星塵鬥士》的十年後與《不滅鑽石》正劇開始前，補述了東方仗助和曾為迪奧·布蘭度部下的荷爾·荷斯、波因哥、花京院典明的表妹花京院涼子，受迪奧飼養的鸚鵡使者佩特桑影響在杜王町經歷的冒險。荷爾·荷斯和波因哥為了完成尋回佩特桑的任務抵達杜王町，陸續認識仗助和涼子展開行動，但也因為波因哥遺落替身托特、杜王町警察仮頼谷一樹利用佩特桑在杜王町作亂，讓杜王町陷入一連串的混亂之中，最終隨著仗助擊敗佩特桑和仮頼谷一樹，才讓杜王町恢復和平。荷爾·荷斯與波因哥離開杜王町之際，托特神浮現仗助的外祖父東方良平被連環殺手安傑羅殺死的畫面，涼子也在這段歷險理解表兄與承太郎等人奮戰的想法，得以釋懷離開杜王町。

## 登場人物
- 聲優的順序為電子遊戲版（All-Star Battle・Eyes of Heaven）／電視動畫版

### 主角與其夥伴們
東方仗助（Higashikata Josuke）
配音：羽多野涉（日本・ASB版、EOH版）；小野友樹／大地葉〈童年時期〉（日本・電視動畫版）；李景唐／張乃文〈童年時期〉（台灣）
演員：山崎賢人（電影）
本作的主角，第四部的JOJO。1983年出生，16歲。以顯眼的飛機頭為其特徵的高個子少年。是喬瑟夫·喬斯達與日本女性東方朋子所生的私生子，由於與空條承太郎的母親荷莉是同父異母的姐弟，因此雖然比承太郎小十多歲，但輩份上仗助為其舅舅。就讀葡萄丘高中一年級，和虹村億泰、廣瀨康一是同學。是作者最喜歡的JoJo。
喜歡玩電視遊樂器。口頭禪是「GREAT」(グレート)。害怕烏龜和鬼怪。很受女性歡迎，受到當警察的外公所影響，仗助有著善良且強烈的正義感。對於敵人從不下死手，甚至還會親自治療對方的傷勢。對於於傷害親朋好友(特別是自己的母親)的惡人則會加倍報復回去。但也遺傳了喬瑟夫愛耍小聰明的性格，曾為了賺自己零用錢機關算盡，利用胖重的替身能力去尋找被丟棄的零錢和優惠券，並在中獎後冒充彩卷的主人去兌換這些錢，利用支倉未起隆的變身能力欺騙岸邊露伴和自己賭博，在最終決戰後與父親喬瑟夫道別順勢摸走他的錢包。而凡事只要有人批評或嘲笑他的髮型，他也會勃然大怒動手打人，一切的起因是在仗助五歲時的1988年，由於DIO被箭刺穿覺醒替身能力，擁有喬斯達家血統的仗助和荷莉一樣出現高燒不退的情況，母親朋子開車載他去醫院，在車輪陷進積雪無法前進之際，受到一個飛機頭少年的幫忙，少年將外套扔到朋子的車底下，好讓車安全地駛過雪地。仗助被他的精神感動，因此留起和他一樣的髮型，待人處事深受影響。最初對於自己的治癒能力以及將物體修復的能力感到自信，但在外公遭到安傑羅殺害後，他被迫接受重視的人在眼前死亡且永遠無法恢復的事實，開始更加看重任何一個生命。戰鬥時會喊「哆啦啦啦啦啦啦啦啦啦啦（ドララララララララララ）！」。
番外漫畫《瘋狂·鑽石之惡靈的失戀》補述道，仗助在本篇故事開始前發現自己有異於常人的能力，但還不知道替身的概念，隨著曾為迪奧部屬的荷爾·荷斯和波因哥為了尋找鸚鵡替身使者佩特桑抵達杜王町，仗助和荷爾·荷斯展開合作行動，面臨佩特桑受幕後黑手仮賴谷一樹操控引發的各式危機，遇見花京院典明的表妹花京院涼子，逐漸掌握能力的同時還理解迪奧的存在影響力。最終仗助救了波因哥和涼子，打敗佩特桑和仮賴谷一樹，讓杜王町恢復和平。
瘋狂鑽石（Crazy Diamond）
人型的近戰替身，力量和速度不下白金之星，精準度則次之。能修好損壞的物品，或是改變物體原本的形狀和融合兩種不同的物體，也能治療自身以外的傷者，但無法起死回生。
名稱由來是英國搖滾樂團平克·佛洛伊德於1975年的歌曲〈Shine on you crazy diamond〉，英文版改名為Shining Diamond。
廣瀨康一（Hirose Koichi）
配音：朴璐美（日本・ASB版、EOH版）；梶裕貴（日本・電視動畫版）；喬資淯（台灣）
演員：神木隆之介 （電影）
本作的男配角之一。仗助的同學兼好友，故事開始時只是個普通人，被虹村形兆射了箭之後覺醒替身能力。性格平庸而懦弱，是個老好人，但在危急時刻卻變得憤怒而堅定，頭髮像超級賽亞人一樣直豎，表情也會變得緊繃。由於遭逢一次又一次的危機，使得他的替身逐漸成長。
山岸由花子對他一見鍾情，以病態的方式追求他，讓他懼怕不已，但在灰姑娘美容院發生的事讓他對由花子改觀，了解由花子對自己的真心後與其交往。
與吉良吉影一戰時被重創瀕死，在昏死前展現出勝過吉良吉影的精神力。
他為人善良好相處，幾乎與所有的友方替身使者都有良好的關係，除了和仗助、億泰有深厚的友誼，更深獲承太郎和露伴的信賴，即使是曾經敵對過的玉美和間田也與他關係良好，在第五部時也受到喬魯諾的信賴。
在某些時候會擔任故事的旁白，除了第四部以外、也在第五部的序篇登場。
姓氏的由來是宮城縣的河川廣瀨川。
回音（Echoes）
剛開始是一顆蛋，沒有正式名稱和特殊能力。隨著康一的精神成長，蛋也隨之進化。
名稱來自平克·佛洛伊德的歌曲〈Echoes〉，收錄於專輯《Meddle》。
Act 1
與小林玉美一戰中進化而成，綠色爬蟲類外型替身，有五十公尺的射程距離，能將「擬聲詞」貼在物體表面，並讓該物體發出那個擬聲詞的聲音。
Act 2
與山岸由花子一戰中進化而成，可將尾巴上的稜錐體變成擬聲詞附著在物體上，會對擬聲詞接觸的人或者替身產生擬聲詞所「說」的效果。稜錐體只有一個，未經回收或遭毀壞的話就無法再次發動能力。
Act 3
配音：朴璐美（日本・ASB版、EOH版）；梶裕貴（日本・電視動畫版）；喬資淯（台灣）
在被吉良吉影逼到極限時進化而成的人型替身，有著名為「3 FREEZE」的能力，碰觸敵人後，能提高目標物的重力令其動彈不得，範圍是五公尺。同時擁有自我意識，但不知為何戰鬥時會說一些不雅粗俗的字眼。
虹村億泰（Nijimura Okuyasu）
配音：高木涉／齋藤小浪〈童年時期〉（日本・ASB版、EOH版、電視動畫版）；梁群／張乃文〈童年時期〉（台灣）
演員：新田真劍佑（電影）
本作的男配角之一。16歲。虹村形兆的弟弟，是個性格單純、頭腦簡單的笨蛋，不擅長思考複雜的事和做決定。1988年Dio戰敗，當年才5歲的他親眼目睹父親被Dio植入的肉芽變成不死怪物，為了殺死父親讓他脫離痛苦，幫助形兆在杜王町製造一堆替身使者，並與仗助為敵，被仗助拯救後成為同學兼好友。
在仗助與吉良吉影展開最終對決時，被空氣彈重創一度瀕臨死亡，昏迷之際夢見了已逝的大哥，億泰和他對談後甦醒。在擊敗吉良吉影後與大家一同送別杉本鈴美。
轟炸空間（The Hand）
人型替身，右手碰觸到的物體會被消除並被傳送到異次元，也能消除空間，可以藉此瞬間移動，或是將遠處的物品或人拉至射程内進行攻擊，能剋制吉良吉影的猫草空气弹。
名稱來自美國搖滾樂團樂隊合唱團。
岸邊露伴（Kishibe Rohan）
配音：神谷浩史（日本・ASB版、EOH版）；櫻井孝宏（日本・電視動畫版）；馬伯強（台灣）
演員：高橋一生（電視劇）
本作的男配角之一。1979年生，20歲，16歲時以代表作《紅黑少年》聞名的超人氣漫畫家，他的性格強勢高傲、唯我獨尊，鄙視自己以外所有的漫畫家，給人一種難以親近的印象。但實際上心地善良，會為了自己所認同的人甘願出身入死，在第一次讀取了廣瀨康一的情報後，露伴被他善良以及充滿勇氣的性格所吸引，這也使得康一成為露伴為數不多重視的好友。他的繪畫速度極快，不是為了錢或名聲而畫漫畫，而是為了讓讀者閱讀而畫，最重視「寫實感」，為了讓作品更加寫實，會做出舔蜘蛛、買下一大片山林等怪異的行為。除了自己的作品外，露伴還是一名藝術愛好者。 他擁有大量的電影紀念品、藝術書籍、專輯和各種漫畫系列的商品，並認為參觀博物館是一個莊嚴的場合，需要穿上合適的衣服。露伴的標誌事物是鋸齒狀的髮帶以及鋼筆尖形狀的耳環。他的愛車是日產Z系列。擔當編輯是貝森稔和泉京香。在《炎夏的瑪莎》中飼養了一隻叫“馬琴”的拉不拉多犬。擁有替身「天堂之門」。
其名字「露伴」是父母起的，「露」是短暫無常，「伴」是與之共生。岸邊露伴4歲以前都跟著父母居住在杜王町，1983年8月13日的夜晚因故借住杉本鈴美家時，因為吉良吉影潛入杉本家行兇，鈴美幫助露伴脫逃，自己與家人卻一同遭到殺害。之後露伴全家搬到東京，他也忘記了鈴美的事與這段恐怖經歷。1999年，露伴以「東京太吵雜影響自己作畫」為由從東京搬回故鄉杜王町，而同時就在這期間，他被虹村兄弟的「箭」射中成為了替身使者。初期剛獲得替身能力的露伴利用能力不擇手段地從別人身上奪取情報，他為了取材而以替身能力讀取康一等人的記憶，觸怒仗助後被他打傷，卻也不忘拿起畫筆繪畫。與康一一起誤入「不能回頭的巷子」，在那遇見杉本鈴美的亡魂，得知了杜王町潛藏著連續殺人犯，為了報答鈴美拯救自己的恩情開始追查吉良吉影。他是最早發現吉良吉影偽裝成川尻浩作的人，也因此成為敗者食塵發動後的第一個犧牲者，所幸川尻早人誘導吉良自曝身分，吉良被迫解除敗者食塵，才得以逃過死劫。在鈴美即將升天時裝出一副無所謂的樣子，被康一叱責才坦露出真實的情感。
為外傳《岸邊露伴一動也不動》的主角 和《岸邊露伴在羅浮》的領航人。名字的由來是小說家幸田露伴。
是作者荒木飛呂彥將自身投射在作品中的角色，荒木曾公開稱他是「漫畫家的理想型態」，並表示如果自己有替身能力，那就是天堂之門。荒木也曾扮演露伴，在週刊少年JUMP舉辦的第103回「ホップ☆ステップ賞」中擔任評審。
其名作《紅黑少年》在設定上極似《JoJo的奇妙冒險》，因而網路上有人「指摘」荒木飛呂彥的《JoJo的奇妙冒險》其實是「抄襲」自《紅黑少年》，並成為迷因。
天堂之門（Heaven's Door）
外型是漫畫「紅黑少年」主角的樣子，戴著帽子的小矮人。早期只是單純的替身能力並無形體，發動條件是讓他人觀看自己的漫畫原稿，後來因為從康一的Echos那得到靈感，開發出透過用筆在空中畫出替身的臉的方式來發動替身能力。
能讓對方失去意識，將對方的面部變成書頁，讀取裡面的資料，藉此了解對方的記憶、思想、習慣，但無法讀取過於遙遠的過去和當事者不放在心上的事，並且能透過在空白處書寫，達到一定程度控制對方行為的效果。也能撕下書頁來使對方喪失部分記憶，被撕下書頁的對象體重會減輕。此能力對人類以外的生物也有效果，甚至能對亡魂使用，但無法對自己使用。
名稱由來為美國音樂家巴布·狄倫的1973年歌曲〈敲開天堂之門〉。
空條承太郎（Kujo Jotaro）
配音：小野大輔（日本・ASB版、EOH版、電視動畫版）；梁興昌（台灣）
演員：伊勢谷友介（電影）
第三部《星塵遠征軍》的主角，在第四部時28歲，東方仗助的外甥。為了尋找東方仗助，同時追查安傑羅的下落而來到杜王町，後來因為發現弓與箭而暫留當地。在暫居杜王町的期間，研究當地海邊特有的海星，寫成論文並成為海洋學博士。
白金之星（Star Platinum）
具有高速、高精密度的強力替身，能暫停時間0.5至2秒，但因為已有十年未使用，能力較全盛時期衰退。
喬瑟夫·喬斯達（Joseph Joestar）
配音：杉田智和（日本・ASB版）；石塚運昇（日本・EOH版、電視動畫版）；梁興昌（台灣）
第二部《戰鬥潮流》的主角，東方仗助的父親，在第四部時79歲，因為年事已高，不再像先前兩部那樣活躍，但關鍵時刻依舊能展現出臨機應變的能力。他為了用替身能力找出嗆辣紅椒的本體而來到杜王町。後來因為撿到了透明寶寶，暫時留在杜王町照顧她，結尾時回到美國，並收養了透明寶寶。
隱者之紫（Hermit Purple）
外型有如紫色荊棘的替身，能夠抓取物品、傳遞波紋，還可以透過敲打相機、電視機或沙地等能顯示畫面的物品的方式，來製作「念照」。

### 杜王町的替身使者
曾與主角群交手過的替身使者們，其中有些人與主角們不打不相識。
虹村形兆（Nijimura Keichou）
配音：志村知幸／東內麻里子〈童年時期〉（日本・電視動畫版）；馬伯強／張乃文〈童年時期〉（台灣）
演員：岡田將生（電影）
虹村億泰的哥哥，性格和億泰相反，十分沉著冷靜。在DIO死亡後，其父因為DIO的肉芽暴走而變成不死怪物。形兆為了讓父親解脫，一直在尋找能殺死父親的方法，便用箭不斷創造出替身使者，希望當中有人獲得能殺死父親的能力，最後為了解救億泰，被音石明的替身殺死。
極惡中隊（Bad Company）
複數型的替身，由配備M16步槍的士兵、AH-64阿帕契直昇機、坦克車所組成的迷你軍隊。
名稱的由來是英國搖滾樂團Bad Company。
小林玉美（Kobayashi Tamami）
配音：田中一成（日本・ASB版、EOH版）；鶴岡聰（日本・電視動畫版）；孫誠（台灣）
畢業自葡萄丘高中，是個用替身能力來敲詐別人的金光黨，敲詐廣瀨康一一家失敗後到金融業就職，成為討債人。在仗助與露伴的賭局中擔任仲裁，險些令仗助穿幫。
心鎖（The Lock）
當對方的內心出現「罪惡感」時，能在對方的胸口製造出一個鎖頭，鎖頭的大小和罪惡感成正比，過大的鎖頭會影響中招者的行動。如果罪惡感過重甚至會讓對方愧疚地想自殺，對沒有罪惡感的人無效。
名稱取自於蘇格蘭創作歌手佛朗基·米勒於1975年的專輯《The Rock》。
間田敏和（Hazamada Toshikazu）
配音：松野太紀（日本・ASB版、EOH版）；下和田裕貴（日本・電視動畫版）；孫誠（台灣）
葡萄丘高中三年級學生，個性陰險猥褻，非常喜歡看漫畫，是岸邊露伴的粉絲。因為性格陰沉曾被同學欺負，在被箭射中覺醒替身能力後為了報復而弄瞎對方右眼。
曾試圖利用替身能力暗殺好人緣的仗助，反而因替身沿路上的行為被流氓毆打而住院。後來因為好奇心拉著康一闖進岸邊露伴的住宅，引發露伴為了取材暫時困住康一的事件。
表面（Surface）
外型像一具木製球體關節人形的替身，會完全複製碰觸到替身的人的外型、聲音及性格，若面對面的話能操控被複製者的動作，此複製人能夠自主行動、甚至可能跟本體唱反調。
名稱取自於美國樂團表面。
山岸由花子（Yamagishi Yukako）
配音：赤崎千夏（日本・ASB版、EOH版）；能登麻美子（日本・電視動畫版）；張乃文（台灣）
演員：小松菜奈（電影）
葡萄丘高中的女高中生，有一頭及腰的黑色秀髮，看似溫柔賢慧，實則粗暴且強勢，有著病嬌的屬性。她對康一一見鍾情而開始跟蹤他，將靠近他的女性全部排除，因康一的考試成績太差而將其監禁，逼他讀書。與試圖逃跑的康一戰鬥時，原本想殺了康一但反而被其所救，陷入更深的愛戀。之後藉著美容師辻彩的替身能力，增進了與康一的關係，但因大意而遭毀容，最終她與康一的真情打動了辻彩而幫她恢復容貌，也順利與康一交往。
她的圖像被用來做為棒球熊樂團專輯《BREEEEZE GIRL》的封面。
紫色戀人（Love Deluxe）
操縱自身頭髮的替身，能夠用頭髮攻擊或是舉起重物，還能將自身的頭髮移植到他人的頭皮上，頭髮延伸的範圍可以涵蓋整棟別墅。
替身名稱取自英國樂團Sade於1992年的專輯《Love Deluxe》。
托尼歐·托拉薩迪（Tonio Trussardi）
配音：松原大典（日本・ASB版、EOH版）；川島得愛（日本・電視動畫版）；馬伯強（台灣）
義大利人，在料理修行期間覺醒替身能力，來到杜王町經營義大利餐廳「托拉薩迪」，選址落在杜王町的墓地旁，一人包辦老闆、主廚和服務生。個性善良，為了學習讓人吃了幸福健康的料理而遊歷世界，相當重視廚房衛生，非常厭惡不洗手就進廚房的人和偷看料理秘密的人，甚至會因此投擲菜刀。仗助曾因觸犯其大忌而被他留下來處罰打掃廚房。
外傳《岸邊露伴一動不動》中亦有登場，有名叫做維珍娜的戀人，小說《不知恥的紫煙》中透露他本名為『安托尼歐·波爾沛』，其弟是熱情組織『毒品小隊』成員馬希莫·波爾沛。
珍珠果醬（Pearl Jam）
以替身做出來的料理會非常美味，吃下料理可以治癒疾病，但並不是所有人吃了都有效，必須針對食用者的身體狀況來特製。
名字的由來是美國搖滾樂團珍珠果醬樂團。
靜·喬斯達／透明寶寶（Shizuka Joestar/Transparent baby）
配音：川田妙子（日本・電視動畫版）
身分不明的女嬰，因為自己的替身能力導致她和父母分離，意外地被喬瑟夫發現，最後由喬瑟夫收為養女並命名，名字發音帶有「JOJO」。她是系列作中出現的第二個嬰兒替身使者，由於替身能力之故，完全不曾露出臉、身體以及替身外型，其長相是由喬瑟夫購買化妝品塗抹於其臉上所呈現的輪廓。
透明寶寶（Achtung Baby）
能將本體及接觸到的物體變成透明無色，即使停止接觸也不會復原。受本体的情绪影响，如果本体受惊哭闹，则透明化的影响范围会加大。
名字的由來是愛爾蘭搖滾團體U2樂團於1991年的專輯《注意點兒！寶貝》。
矢安宮重清（Yangu Shigekiyo）
配音：山口勝平（日本・ASB版、EOH版、電視動畫版）；孫誠（台灣）
外號胖重，葡萄丘中學的二年級生。他以自己的替身能力在杜王町各處蒐集零錢，因此結識仗助和億泰，雖然性格貪財，三人還因為錢的事有些糾紛，但基本上是個善良的好人。他偶然發現了吉良吉影的秘密，雖然試圖一戰但仍不幸被其所殺，在死前操縱替身將吉良的西裝鈕扣帶給仗助。吉良吉影出手前曾向他自吐自成一格的自我與為人，是本作的名場面。
是作者荒木飛呂彥排名第九個最喜歡的角色。
其姓氏矢安宮取自於尼爾·楊（Neil Young）。
收成者（錢寶寶）（Harvest）
配音：山口勝平（日本・ASB版、EOH版、電視動畫版）；梁興昌（台灣）
總數多達五百個以上、宛如蟑螂的小型替身，單一的破壞力很低，可以通过蝉一样的尖嘴进行注射或吸血。破壞其中一兩個、對本體幾乎沒有影響。
名稱取自於加拿大音樂人尼爾·楊於1972年的專輯《Harvest》。
辻彩（Tsuji Aya）
配音：水橋香織（日本・ASB版、EOH版）；大原沙耶香（日本・電視動畫版）；楊詩穎（台灣）
經營灰姑娘美容院的女性美容師，在世界各國參加美容比賽並屢次優勝，曾以替身能力幫助由花子追求康一。之後遭逃跑的吉良吉影所逼迫、為他換了一張臉，來不及透露吉良的情報便遭其炸死。
灰姑娘（Cinderella）
外形如手術醫師的替身，能夠將人的外觀和指紋抽出並替換，藉此改變對方的面相和手相來改變運勢，被改變容貌者必須遵守替身定下的『規則』(如每隔30分鐘就必須擦一次口紅)，如果因怠慢而破壞規則，則會毀容。
名稱來自美國搖滾樂團灰姑娘樂團。
支倉未起隆（Hazekura Mikitaka）
配音：加瀨康之（日本・電視動畫版）；喬資淯（台灣）
葡萄丘高中的神秘轉學生，全身充滿謎團的男子。自稱「努・未起隆・恩西（ヌ・ミキタカゾ・ンシ｜Nu Mikitakazo Nshi）」，是來自麥哲倫雲的外星人，年齡216歲，職業是太空船駕駛，興趣是飼養動物，非常害怕消防車的警笛聲。認為自己被仗助與億泰所救，因此熱心幫助二人，但二人完全不明白他究竟真的是外星人，又或者是替身使者。
作者荒木飛呂彥亦沒有明確表示他是否真為外星人。
姓氏源自日本戰國時期著名外交使者支倉常長。
大地風火（Earth,Wind And Fire）
能把自己以及其他任何物件變成任何物件，無論輕重、大小都能變化，甚至能分裂出一部分讓人食用。無法變成精密的機械，或超越自身力量的武器。
在作品中並沒有表明這是否為替身，也並無說明未起隆是否為替身使者，但在解說書裡標示其為替身。
名稱取自於美國男團地，風與火。
噴上裕也（Fungami Yuya）
配音：神原大地（日本・ASB版、EOH版）；谷山紀章（日本・電視動畫版）；孫誠（台灣）
暴走族高中生，是個自認外表如米開朗基羅的雕像般俊美的自戀狂，相當有女人緣，有著堪比獵犬的優秀嗅覺。
他被吉良吉廣手中的箭射中而覺醒替身能力，同時也出了車禍，住院養傷期間，透過替身能力吸取他人的養分來療傷。被仗助找出本體後，仗助用瘋狂鑽石先治好他後再痛打一頓，讓他繼續住院。之後為了對抗宮本輝之輔而再度登場，起初只是被仗助逼著幫忙，後來被仗助的義氣感動，放棄了逃走的機會，義無反顧地救出受困於敵人陷阱的仗助和康一。
公路之星（高速之星）（Highway Star）
配音：神原大地（日本・ASB版、EOH版）；谷山紀章（日本・電視動畫版）；梁興昌（台灣）
藍色人型替身，可分裂成多個腳印形狀的型態，可以製造幻覺陷阱引誘目標，等目標踏進陷阱後便能記住其味道，之後替身便會追蹤（時速可達60公里），並碰觸敵人吸取養分，收集到的養分會轉移給本體，弱點是力量不大。
替身名稱取自於英國樂團深紫於1972年發行的專輯《Machine Head》中的歌曲〈Highway Star〉。

### 敵對的替身使者
片桐安十郎（Katajiri Angelo）
配音：濱田賢二（日本・電視動畫版）；孫誠（台灣）
演員：山田孝之（電影）
通稱安傑羅（Anjero），智商高達160，被稱為是日本犯罪史上最可怕的連環殺手，12歲時就犯下強姦和強盜罪，出獄後又因為姦殺三名少年而被判處死刑，在處刑的前幾天於獄中被虹村形兆的箭射中，覺醒替身能力並得以逃獄。他殺害仗助的外祖父，仗助擊敗他之後，把他與附近的岩石融為一體，成為了杜王町的觀光名勝「安傑羅岩」。
安傑羅取自於美國的電影配樂作曲家Angelo Badalamenti。
水項鍊（Aqua Necklace）
液態替身，能變成水或其他液體，也能變成水蒸氣，或是在開放的水域中移動。攻擊方式是被吸入或喝下後從目標的體內破壞人體。
名稱取自英國搖滾樂團亞細亞於1992年的專輯《水》。
音石明（Otoishi Akira）
配音：森久保祥太郎（日本・電視動畫版）；孫誠（台灣）
擅長彈奏電吉他的搖滾樂手，夢想是成為像吉米·亨德里克斯或傑夫·貝克一樣的搖滾巨星。他用替身能力幹了一堆壞事，甚至殺害虹村形兆奪走了箭，最後被仗助一行人擊倒，被逮捕後送入監獄。在《岸邊露伴一動也不動》中有登場。
嗆辣紅椒(辛紅辣椒)（Red Hot Chili Pepper）
外型像厚頭龍的替身，屬於遠端操縱型，能在電流、電線、電器中移動並放電，可以吸取電來提升威力。
名稱的由來是美國搖滾樂團嗆辣紅椒。
老鼠&蟲蝕
居住在杜王町的溝鼠，由於音石明的緣故，被箭射中而覺醒替身能力。擁有一定程度的智慧，會用一般溝鼠不會的「原路折返」來隱匿自己的行蹤。雖然牠們並不邪惡，但以動物本能行動的牠們用替身能力殺害了數人，因此遭承太郎和仗助聯手獵殺。
小白鼠（Ratt）
跟老鼠一樣小的機械加農砲，能射出帶刺子彈，子彈上有毒素，能融化肉體。
名稱的由來是美國搖滾樂團鼠王合唱團。
吉良吉影（Kira Yoshikage）
配音：小山力也（日本・ASB版、EOH版）；森川智之（日本・電視動畫版）；梁興昌（台灣）
本作的最終反派，殺害48名年輕女性的連續淫樂殺人狂。
1966年1月30日出生於杜王町。33歲。血型A型。身高175公分。體重65公斤。D學院大學文學部畢業。。駕照上寫著他的地址是“杜王町定禪寺1-128”，看起來就像普通的上班族，於龜友百貨公司的事業部任職。從小到大，他一直努力在各個領域取得第三名，避免被人嫉妒或嘲笑，盡量不讓別人知道自己的長處。即使出了社會也毫無野心，不主動與人起爭議，渴望過著像植物一樣安穩平順的生活，是一個和平主義者。他的性格深沉而內斂，生活規律且平凡，沒有結婚，亦無密友。他不渴望權力、不追求升遷、也不計較勝負。不抽菸、酒僅只於淺嘗，興趣是蒐集自己剪下來的指甲進行占卜，吉良會用筆記本記錄指甲的生長速度，當指甲快速生長時，他會抑制不住殺人的衝動，而當他的殺戮慾望特別強烈時，指甲會以肉眼可見的異常速度生長。這種行為也預示著他的身體狀況，他在筆記本中寫道，當指甲一年長出30厘米以上時，他就處於「完美健康」的狀態，並把指甲裝進小瓶子裡，一旦感到焦慮，就會咬指甲直到流血，這是他表達沮喪的唯一方式。。每天睡前都會做20分鐘的柔軟操。只要有人打亂他的習慣就會發飆，並不遺餘力地去糾正。
有著殘忍的性格以及戀手癖，自述第一次看到達文西名畫蒙娜麗莎那交疊的雙手時便勃起了。他每隔一段時間就會殺害年輕貌美的女性，並砍下她們的手，吉良稱這個行為是「交女友」，當被切下來的斷手腐敗發臭時，就會「分手」並開始物色下一個目標。
他在17歲時殺害杉本鈴美一家，在故事開始的幾年前，父親於埃及旅遊時，從DIO的手下恩雅婆婆那裏得到一支替身箭，吉良因為這支箭而被賦予了爆炸的替身能力“殺手皇后”。使他能夠摧毀犯罪證據並繼續犯下越來越多的罪行。父母雙亡後，他獨自生活，同樣被箭刺穿的的父親死後則變成了擁有替身能力的照片幽靈，並繼續支持著吉良的惡行。
某天當吉良在外面一邊吃午飯一邊欣賞著被自己炸死的受害者女性的手腕時，因為對一隻覬覦他的午餐的流浪狗產生了警惕，本能地將手藏在麵包店的一個紙袋裡。然而此時袋子被矢安宮重清(胖重)誤當成自己的拿走，吉良不得不闖入葡萄丘中學試圖取回了袋子，但最後袋子裡的東西還是被胖重發現。於是吉良炸死了胖重以摧毀證據。但吉良沒有料想到，由於胖重臨死前用他的替身「收成者」從衣服上取下了一顆紐扣。因此被仗助一行人注意到。以此作為唯一線索，開始尋找真兇。隨後吉良委託“蜈蚣鞋店”的老闆修復丟失的紐扣，當承太郎和康一前往鞋店詢問時，吉良使用殺手皇后的第二顆爆彈“穿心攻擊”殺死老闆，取走了衣服後離去。然而，康一覺醒的力量「Act 3」使穿心攻擊失效。吉良被迫親自前往現場，將康一折磨至瀕死，但最終被承太郎打成重傷。之後，他看到趕來支援的仗助等人，假裝成捲入戰鬥的普通民眾計畫讓仗助用瘋狂鑽石治愈自己的傷口，但在慌忙之中，他被仗助發現是敵方替身使用者，為了避免二度遭受攻擊，他砍掉了左手釋放“穿心攻擊”然後逃之夭夭。在逃跑途中，吉良抓住了一個和他身高幾乎一模一樣，名叫「川尻浩作」的男性上班族，並將他帶到了擁有可以重新排列人臉替身的美容師辻彩那裡。他威脅辻彩將川尻浩作的臉和右手的指紋與自己的互換。以川尻浩作的身份活下去，並殺死了兩人滅口。在川尻家生活的期間，他將川尻浩作的妻子川尻忍從貓草的威脅中救了出來，對妻子平安無事感到欣慰，展現了他內心的自我。然而儘管不斷努力維持川尻浩作的形象，吉良的殺戮慾望卻反而日益高漲。同時他也被川尻浩作的兒子早人發覺身分，在地鐵上，吉良由於不小心惹怒了一對情侶並被他們糾纏，還因為拿著保齡球瓶指甲刀而遭到對方嘲笑。為了報復，吉良最終屈服於自己的慾望，跟踪那對情侶回家並炸死了他們，只留下女友美娜子的一隻手。但他的行凶過程全被早人用攝影機錄下，隨後吉良與早人對峙，當得知早人一直在偷拍他後勃然大怒下殺死了早人。早人的死無疑加深了岸邊露伴對吉良的懷疑，後者當時也開始調查川尻家。就在吉良對這無可挽回的局面感到絕望之際，他再次被父親帶著的“箭”再次刺穿，喚醒了殺手皇后的第三顆爆彈“敗者食塵”，並獲得了爆炸和時間倒流的能力。他也成功地用“敗者食塵”抹去了殺死早人的事實，並將“敗者食塵”安裝在早人的身上，滲入任何向他詢問吉良的人的眼睛，然後使眼睛從內部爆炸。試圖利用這種力量消滅仗助等人。然而，早人用計在今天早上給仗助打電話要他早點過來，讓仗助在一次循環看到吉良說出了自己的真名，隨後一場替身戰爆發。吉良被迫使用殺手皇后自保，在露伴臨死前關閉了“敗者食塵”。瘋狂鑽石和殺手皇后交戰，起初瘋狂鑽石佔了上風。不料吉良將早人帶出來的貓草藏在殺手皇后的肚子裡，用無限的隱形遙控空氣彈炸傷了億泰的側腹。當仗助衝到億泰身邊為他治療時，發現吉良觸摸了億泰的身體將他變成炸彈。然而早人也推斷出吉良一次只能引爆一顆炸彈，於是賭命引爆了自己身上的炸彈，讓仗助得以治癒他和億泰。隨後兩人帶著昏迷的億泰撤退到一間空屋裡，但詭異的是屋外的吉良卻總能夠準確地發射空氣炸彈襲擊躲藏起來的仗助，於是仗助打破了一個花瓶，向吉良扔了一塊花瓶的玻璃碎片，雖然吉良輕易地用殺手皇后將其彈開。但碎片卻自動追蹤了吉良夾克上的血。讓吉良被碎片重傷。仗助透過窗戶看到吉良仍然拿著手機。因而發現了藏在早人口袋裡，正在向吉良通風報信的吉廣，並奪過手機偽裝成吉廣的聲音讓空氣砲粉碎了吉廣。仗助走出屋外向吉良表明了自己的身份，同時，第二塊碎片再次擊中了吉良。兩人的替身展開了第二輪的交戰，然而無論瘋狂鑽石的攻擊有多麼強大，貓草都能夠用泡泡保護自己和殺手皇后。就在仗助即將被另一顆空氣炸彈擊中時，復活的億泰扭轉了局勢。從殺手皇后手中搶走了貓草，此時承太郎、康一和露伴也趕到了現場。爆炸和濃煙引起的騷動甚至引起了消防員的注意，受傷的吉良四面受敵，承受著巨大的壓力。但趕來救治吉良的女救護人員讓他察覺到了自己逃脫的機會。他向女救護人員透露了自己的身份和戀手癖，並計劃讓女救護人員成為“敗者食塵”的新宿主，從而扭轉敗局。但就在殺手皇后舉起左手拇指的瞬間，康一的替身ACT3及時阻止他發動能力。給了承太郎進入白金之星並痛擊吉良這個連環殺手的時間。他被打飛，最後遭前來的救護車輾過頭部而死，由於被救護車輪胎和地面夾住導致臉皮被撕掉，加上齒模沒有與川尻浩作調換，警方經比對即確定是吉良本人，因此他的屍體被當作吉良吉影處理，而被替換的川尻浩作則被當作失踪者處理。吉良死後靈魂到了「不能回頭的小巷」，遇見了被他殺害的鈴美，雖再度攻擊鈴美，卻被其愛犬攻擊後被拖往冥界接受制裁。
在短篇漫畫《死神之Q》中，吉良以鬼魂的身分重返人間。祂失去了所有前世的記憶，包括殺戮的慾望。只剩下自己的名字和改變的外表。然而，對平靜生活的渴望和潛藏的殘暴依然存在。吉良接受了一位寺廟的尼姑所委託的工作，成為她的私人殺手以換取金錢。吉良相信以這份工作為人生目標或許能找到幸福。然而，這工作中充滿了各種限制，例如“殺死凶器必須在當地採購”、“進入有人居住的空間必須先打開門或門的一部分，或者讓對方說允許進入的台詞，才能獲得‘靈魂的許可’”、“如果被活人觸碰身體就會被撕裂”。初登場時被派去追殺一名與女友山岡藏匿在雙層公寓裡的虐童殺人犯。由於身為鬼魂的規矩，祂幾經波折才進入公寓，最終成功在15年法律追訴時效即將到期之際殺死目標。之後尼姑指派給吉良第二個任務，前往S市杜王町，殺死一座「宅邸幽靈」（並非鬧鬼的宅邸）的住戶。委託人的目的地是一個所有東西，包括房子和裡面的物品，都像「幽靈」一樣存在的地方，因為宅邸裡所有的物品都可以自由攜帶，讓吉良欣喜若狂，然而，祂遭到了宅邸裡由蛋中生出的大量詭異生物「靈魂淨化者」襲擊。雖然吉良僥倖逃脫，卻也因此失去了左臂。吉良對尼姑的行為感到懷疑，認為尼姑是想要藉此任務來消滅自己，於是帶著「幽靈」的槍和子彈離開，決心獨自調查尼姑的行為。
是作者最喜歡的反派角色，在所有角色中排行第二，僅次於東方仗助。
角色原型是英國搖滾音樂家大衛·鮑伊。他所配戴的骷髏領帶有實體化的商品。
作者荒木曾說過，吉良的家庭背後其實有一段故事，由於老來得子，吉良的母親對兒子過於溺愛，甚至到了會虐待他的程度。父親吉廣知道這件事，但因無力阻止而感到內疚，所以即使在得知兒子成為殺人犯後也依然保護著他。然而因為描寫這段故事會讓吉良成為一個“有著悲慘過去的反派，迫於少年雜誌的限制，他特意選擇不將其寫進故事中。
殺手皇后（Killer Queen）
貓頭人型，近距離力量型替身。腰部有巨大的腰帶，腹部可以收納物品，身體各部位有著骷髏標誌，擁有三種能力。
名稱來自英國皇后樂團於1974年的歌曲〈Killer Queen〉。
第一爆彈
能將觸碰到的物體變成炸彈，包括硬幣、空氣團和人體都能變成炸彈，被變成炸彈的物體在外觀上不會有任何變化。吉良可以控制這種炸彈的爆炸時間點，也能將炸彈設定成被觸碰到後自動引爆，爆炸威力可自由控制。如果爆炸距離吉良過近，吉良本人也會受傷。
第二爆彈-穿心攻擊（Sheer Heart Attack）
從殺手皇后的左手分離出來的迷你炸彈戰車，能藉由感測溫度自動追蹤敵人且爆炸，直到目標被炸死為止，有著連白金之星都奈何不了的硬度。
名稱來自英國皇后樂團於1974年的專輯《心痛》。
第三爆彈-敗者食塵(手下敗將)（Bites the Dust）
在故事後期，吉良被箭鑽進體內後獲得的新能力，只能在吉良被逼到絕境時發動。能在沒有替身能力的普通人身上安裝炸彈，只要該對象以任何形式洩漏吉良的情報，炸彈就會進到得知情報者的眼中將其炸死，而被安裝炸彈的人會安然無恙。接著，整個世界的時間會倒退到一小時前，只有被安裝炸彈的人會保有先前的記憶。在新一輪的時空中，過去曾發生過的事會重現，因此先前被此能力炸死的人會再死一次。在使用此能力的期間，吉良無法使用其他替身能力。
名稱來自英國皇后樂團於1980年的歌曲〈Another One Bites the Dust〉。
吉良吉廣（Kira Yoshihiro）
配音：島田敏（日本・ASB版、EOH版）；千葉繁（日本・電視動畫版）；孫誠（台灣）
吉良吉影的父親，被仗助一行人稱為「照片老爹」。非常寵愛自己的兒子。在埃及旅遊期間從恩雅婆婆那裡得到了可以製造替身的“弓箭”，而自己與吉良也正是在那時獲得了替身能力。在吉良21歲時，他因為癌症而死，由於深知兒子的性癖與罪行，加上後悔自己生前未能阻止妻子虐待兒子，於是靠著替身能力讓自己的靈魂滯留於人世並依附在照片裡，初登場時利用替身能力襲擊了前來調查吉良家的仗助等人，但承太郎看穿了其替身能力的弱點並抓住了吉廣。然而，他憑藉巧妙的對話技巧和策略戰勝了億泰和康一，奪走了“箭”並逃脫。利用箭製造出新的替身使者，以此袒護兒子。
最終決戰時躲藏在早人的外套口袋中，透過電話聯絡來協助吉良戰鬥，被仗助發現後，電話被仗助搶走用來誤導吉良，受誤導的吉良將他依附的照片炸碎，因此被消滅。
原子心之父（破碎慈父心）（Atom Heart Father）
死後發動的替身，能讓自身靈魂寄宿在照片之內，靈魂可以使用照片內的物體，藉此影響現實中的物體。
名稱取自於英國搖滾團體平克·弗洛伊德於1970年的專輯原子心之母。
大柳賢（Oyanagi Ken）
配音：日野未步（日本・ASB版、EOH版）；坂本千夏（日本・電視動畫版）；張乃文（台灣）
小學六年級學生，非常忌妒岸邊露伴的人生，渴望透過猜拳來超越露伴，被打敗後打算自殺，卻被露伴所救，成為了他的粉絲。
大人小孩雙拍檔（Boy II Man）
以五回合猜拳形式奪取對手替身力量的替身，每猜贏一次可獲得三分之一的能力，在五戰中取得三勝的話可奪走對方全部替身能力。
名稱由來是美國演唱團體大人小孩雙拍檔。
貓草（Nekogusa）
原本是一隻普通的英國短毛貓，被川尻忍誤殺之後，從掩埋其屍體的土裡長出來的、一株同時具有貓的特性和植物特性的怪異生物。吉良吉影發現牠後將之收藏至閣樓，之後被川尻早人做為狙殺吉良的武器，但反被吉良用來做為殺手皇后的附加武器。在吉良死後，因為與億泰的父親處得來而被億泰收養。
迷途貓（Stray Cat）
能操縱空氣，能將空氣壓縮並射出。能控制一定範圍內的空氣密度，或是降低氧氣密度使炸彈無法爆炸，甚或將空氣打入血液，使人窒息。
名稱由來是美國樂團流浪貓。
鋼田一豐大（Kaneda Ichitoyohiro）
配音：遠近孝一（日本・電視動畫版）；馬伯強（台灣）
住在廢棄電塔上的怪人，不喜歡與外人接觸，總是戴著人皮面具，讓人無法看見其真實的相貌，手上有厚重的繭，「鋼田一豐大」也不是他真正的名字。花了十萬元在杜王町郊外買下廢棄電塔，並居住在上面過著自給自足的生活，已經居住在鐵塔上三年。鐵塔上有著電力系統、電視機、家具、捕鳥陷阱，以及種植的蔬菜。受吉良吉廣煽動而與仗助一行人為敵，被仗助等人困在鐵塔後將其他替身使者的情報告訴他們，他所住的鐵塔之後也成了杜王町的名勝。
超級飛人（Super Fly）
替身是上述的鐵塔，不受主人控制。會將包括主人在內的人困在其中，若想要離開，身體會變成鐵塔的一部分。當有外來者進入鐵塔時，裡面的人才能離開。此外，鐵塔能完全反彈任何類型的傷害。
名稱取自美國歌手寇帝·梅菲在1972年的歌曲〈Superfly〉。
宮本輝之輔（Miyamoto Terunosuke）
配音：成瀨誠（日本・ASB版、EOH版）；河西健吾（日本・電視動畫版）；馬伯強（台灣）
喜好觀察人類「面臨恐懼時的習慣」的神祕少年，他在襲擊東方朋子和廣瀨康一後攻擊東方仗助，戰敗後被仗助變成一本書，並捐贈至杜王町圖書館且被註明「不可外借」。在漫畫中沒公開過本名。
謎（Enigma）
得知對手面臨恐懼時的習慣動作後，只要對手再次做出該舉動，替身能力就會啟動，會將人或物體摺入紙張，紙張攤開後物體會還原，將紙撕毀則會破壞其中的物品或人。物體進入紙後具有紙的物理性質。
名稱取自於羅馬尼亞樂團謎。
乙雅三（Kinoto Masazo）
配音：石井真（日本・電視動畫版）；梁興昌（台灣）
一級建築士，為了修繕遭遇火災的岸邊家而拜訪岸邊露伴。本身沒有任何敵意，也不知道自己擁有替身，但能明確意識到當自己的背後被看見後會導致自己喪命，因此為了避免被他人看到自己背後，會做出貼著牆壁及門走路、以如同大法師般的姿勢上樓梯等怪異行為。露伴在好奇心的驅使下看了他的背部，使他被自己的替身害死。死後其替身「廉價把戲」依附於露伴身上，最後露伴利用其特性和「不可回頭的小巷」來除掉它。
廉價把戲（Cheap Trick）
配音：石井真（日本・電視動畫版）；梁群（台灣）
此替身獨立於主人之外，會依附在人背上低語。被此替身依附的人不能讓他人看見自己的背，如果讓別人看見，該人會被替身殺死，替身則會轉移至看見的人身上，並成為他的替身。
名稱取自於美國羅克福德出身的搖滾樂團廉價把戲，能力則取自日本妖怪背負妖怪。

### 杜王町的其他居民
非替身使者的居民們。
東方朋子（Higashikata Tomoko）
配音：豐口惠〈第1～15話〉→伊藤靜〈第31～39話〉（日本・電視動畫版）；張乃文（台灣）
演員：觀月亞里莎（電影）
東方仗助的母親，性格驃悍，頗具姿色，21歲時和當時62歲的喬瑟夫有了不倫之戀，並生下了仗助。
東方良平（Higashikata Riohei）
配音：寶龜克壽（日本・電視動畫版）；馬伯強（台灣）
演員：國村隼（電影）
東方仗助的外祖父兼尊敬對象，為人宅心仁厚，35年來守護著杜王町的警官，被化為威士忌的安傑羅替身殺害。在番外漫畫《瘋狂·鑽石之惡靈的失戀-》透露，在迪奧死後十年，偶然幫助了曾為迪奧手下「埃及九榮神」成員、跟隨荷爾荷斯執行尋找鸚鵡替身使者任務而迷路的波因哥，被波因哥當成恩人相待。波因哥完成任務準備離去前從替身「托特神」看見良平被安傑羅殺害的預言畫面，但因為個人顧慮向良平隱瞞了預言訊息，導致良平錯過了避開安傑羅毒手的機會。接著他預感自己不久於人世，但深信仗助能度過難關，決定通知喬瑟夫·喬斯達某項訊息。
杉本鈴美（Sugimoto Reimi）
配音：廣橋涼（日本・ASB版、EOH版）；原紗友里（日本・電視動畫版）；張乃文（台灣）
美麗的女幽靈，與她死去的寵物狗亞諾魯特（Arnold）徘徊在「不能回頭的小巷」裡。「不能回頭的小巷」是陰陽兩界的交會處，是亡魂前往冥界必經的場所，如果在這條巷子回頭，就會被帶往冥界，也就是死。露伴對她使用天堂之門，知道她沒有男朋友，三圍是82、57、84，左乳頭旁有一顆痣，初潮是在11歲的9月時來的，第一次與男生接吻時被對方將舌頭伸進嘴裡。
她在故事開始的15年前(1983年8月13日)，捨命讓當時借住在自家的年幼露伴逃脫，自己卻被吉良吉影殺害，得年16歲，寵物狗亞諾魯特也被殺死。由於死不瞑目，和亞魯諾特一起在不能回頭的小巷徘徊了十五年之久，期間目送許多被吉良吉影殺死的受害者亡魂飛往冥界。在露伴和康一誤入小巷後，告訴他們有關吉良吉影的事，在吉良受到制裁後，她與亞諾魯特的靈魂終於得以安息。
亞諾魯特（Arnold）
杉本鈴美的愛犬。在故事的16年前，牠被半夜闖入杉本家的吉良吉影割斷喉嚨。吉良把牠的屍體掛在牆壁的衣鉤上，亞諾魯特的血滴了十多分鐘才被誤以為是鐘聲而被吵醒玲美的注意到。
對主人玲美忠貞不渝，即使在死後也始終陪伴在玲美身邊。吉良死後靈魂會被傳送到不能回頭的小巷。當他試圖攻擊玲美時，被亞諾魯特咬掉了手臂導致回頭，並被數百隻手拖入了來世。最終，不能回頭的小巷消失了，亞諾魯特和玲美也升上了天堂。
此橋段致敬了都市傳說《舔過的手》，在故事中，主角也發現她的狗被吊在衣櫥裡，喉嚨被割開。
廣瀨姊弟的母親
配音：長尾步
被小林玉美欺騙，相信了關於她兒子康一的謊言，而玉美的替身「心鎖」讓她的罪惡感加劇差點自殺。
廣瀨綾那（Hirose Ayana）
配音：武田華
康一的姐姐，高三生。曾和母親遭到小林玉美的攻擊，小林用他的替身「心鎖」加劇了她們的罪惡感。
川尻早人（Kawajiri Hayato）
配音：佐藤佑子（日本・ASB版、EOH版）；佐藤利奈（日本・電視動畫版）；張乃文（台灣）
川尻浩作的兒子，11歲，沒有替身能力。個性孤僻沉默，沒有親密的朋友，經常躲在臥室獨自玩著遊戲機，有偷窺父母的怪癖，雖然和父母關係並沒有很好，但相當重視家人。
他透過跟蹤和偷拍發現自己的父親有怪異的舉動，進而探得自己真正的父親已經被吉良吉影殺害後取而代之。雖然沒有替身能力，但有著出色的才智和勇氣，在敗者食塵造成的時空輪迴裡一次又一次地隻身對抗吉良，誘使他自曝身分，被迫解除敗者食塵，拯救了仗助等五人的性命，還主動觸摸被吉良變成炸彈的億泰，以保護仗助，不怕死的精神令仗助吃驚佩服。在擊敗了吉良後，他看到母親盼望著永遠不會回來的丈夫，轉身掉下眼淚，並表示會與她一起等待，母親則對早人說「你最近長高了」，從不同角度表達了早人在第四部中的成長。
川尻忍（Kawajiri Shinobu）
配音：嶋村侑（日本・電視動畫版）；張乃文（台灣）
川尻浩作的妻子，讀短期大學時認識浩作，懷上早人，與他結婚後過著平凡的主婦生活。原本已經厭倦自己的丈夫，認為丈夫是個沒前途的人，時常言語羞辱浩作。由於吉良吉影冒充的川尻浩作處事有原則且冷靜強勢，使她對假浩作燃起愛慕崇拜之情。吉良死後仍等著假浩作回家。
川尻浩作（Kawajiri Kōsaku）
川尻家的家主，川尻忍的丈夫兼川尻早人的父親。本篇中被吉良吉影殺害，更因為吉良吉影威脅辻彩運用能力而被取走面容，讓吉良吉影得以冒用他的身分待在川尻家。後由於早人察覺浩作和吉良之間的習慣差異，才識破吉良的偽裝。
學生服少年
仗助因為DIO的替身能力覺醒而發高燒，朋子開車將仗助送往醫院的途中，車輪陷入積雪中動彈不得時，這名神秘少年出現，什麼也沒多問就開始幫朋子推車。意識朦朧間，見到這一幕的仗助對他產生了憧憬，是對仗助的髮型有重大影響的人物。
動畫中沒有配音，台詞以文字呈現。
大倉美那子（Okura Minako）
配音：朝井彩加
與男友中村悟搭乘通勤列車時和偽裝成川尻浩作的吉良吉影發生爭執，並嘲笑了吉良使用的指甲刀。吉良無法控制自己的殺戮衝動，尾隨兩人回家，吉良先是殺死了男友悟，並強迫美那子剪掉指甲。隨後用殺手皇后式爆炸將她炸飛，只留下一隻手打算作為新女友收藏，這一幕被尾隨他的早人目睹。
在原作漫畫中只提到了名字，但在TV動畫版中，她的全名出現在承太郎持有的失蹤人口登記冊上。根據登記冊，他是S市M短期大學的19歲一年級學生，有父母和一個弟弟妹妹。他與父親吵架後離家出走與男友住在一起。
中江悟（Nakae Satoru）
配音：畠中祐
美那子的男友。與美那子搭乘通勤列車時和偽裝成川尻浩作的吉良吉影發生爭執，並嘲笑了吉良使用的指甲刀。被尾隨他們回家的吉良炸死。名字和美那子的全名一樣出現在承太郎在TV動畫版中持有的失蹤人口登記冊上。登記冊還顯示他是T大學三年級的22歲學生，這間公寓就是他的家。
平岡警部
番外漫畫《瘋狂·鑽石之惡靈的失戀》登場的角色，杜王町的警察，良平的同僚。由於仮頼谷一樹利用佩特桑的能力影響開車肇事撞進鬧區，被帶回警局偵問時仍心有餘悸。
清原幸司
番外漫畫《瘋狂·鑽石之惡靈的失戀》登場角色，擁有反社會人格的大學生，慣用武器是十字弓。被仮頼谷一樹威脅利用，用佩特桑的能力在杜王町做出連續攻擊鎮民的事件，一度讓荷爾·荷斯、東方仗助陷入危機，被東方仗助用「瘋狂鑽石」的能力擊敗後，仗助向趕到現場的良平指認其犯人身份，被押上警車送往警局途中受仮頼谷一樹運用佩特桑的能力影響發瘋，最終被押入監獄服刑並精神失常。

### 其他角色
花京院涼子（Kakyoin Ryoko）
番外漫畫《瘋狂·鑽石之惡靈的失戀》登場角色，花京院典明的表妹，東方仗助（空條承太郎的舅舅兼喬瑟夫的私生子）的同校學姊。為了紀念已故的表兄蓄著相似的瀏海，十分忌諱別人取笑瀏海造型。神奈川縣出身。兒時曾經和花京院典明前往埃及旅行，迷路時遭遇迪奧並目擊花京院典明被植入肉芽的場面。花京院典明過世十年後，考上了京都的大學準備從高中畢業，仍對他的離世耿耿於懷，試圖查出表兄遇害的真相。祭奠表兄的回程途中誤撿波因哥的替身「托特神」而暫時獲得能力，因緣際會認識了東方仗助和荷爾·荷斯，偕同東方仗助和荷爾·荷斯尋找鸚鵡替身使者佩特桑，但也一度被仮頼谷一樹利用佩特桑能力短暫控制，在幻境中理解了花京院典明偕同承太郎等人對抗迪奧的經歷。得知荷爾·荷斯是迪奧手下時一度心生殺意，但經過花京院典明靈魂現身、與荷爾·荷斯會談的事件決定放過對方，正式走出花京院典明離世的陰霾。結局時抱著緬懷表兄的心情與獲得仗助開導離開杜王町，準備前往京都，臨行前拒絕仗助的告白，仍讚揚了仗助的髮型。
仮頼谷一樹（Karaiya Kazuki）
番外漫畫《瘋狂·鑽石之惡靈的失戀》登場的反派角色，杜王町的警察，良平在警界的部下，表面和善，實則陰險不擇手段，視人命如草芥。過去祖父在瑞士聖莫里茲從事臥底任務時正好目擊究極生物卡茲的存在，更得到了究極生物的「知識」，受祖父的耳濡目染影響對屹立於世界頂點執念甚深。曾經假意安排迷路的波因哥前往旅館暫住，過程中暫時取得了波因哥的替身「托特神」，是盜走迪奧·布蘭度曾經飼養的替身使者鸚鵡佩特桑、利用佩特桑能力威脅反社會的大學生清原幸治、在杜王町作亂和綁架控制涼子的罪魁禍首，與仗助等人為敵。後期以犧牲部份耳垂肉的代價餵食佩特桑取得替身能力所有權，與仗助交手時一度用佩特桑的幻術壓制對方，但是仗助出拳攻擊佩特桑的鳥喙，讓佩特桑無法忠實再現引發幻覺的聲音而被削弱能力。最終被仗助以「瘋狂鑽石」的能力打成人肉熱汽球飛走，降落至建築工地附近的樹上，被良平逮捕時精神已經陷入瘋狂狀態。暫時持有的「托特神」則被仗助回收交還給波因哥。
佩特桑（Petsounds）
番外漫畫《瘋狂·鑽石之惡靈的失戀》登場的關鍵角色，迪奧飼養的擁有替身能力的鸚鵡，與佩特夏同為迪奧手下的馴鳥師培養。能力是記錄聲音，讓被攻擊者耳邊響起被記錄的某段聲音，讓被攻擊者潛意識中出現聲音發出時場景的幻覺，同時重複聲音發出時附近的其他對象正在進行的行為。當被攻擊的對象在替身能力生效時雙眼會轉變成有小孔的球狀。在其幻覺中被攻擊的話雖然不會真正受傷，但仍會感受到真實的痛覺。替身能力因外力解除後，被攻擊者會從口中吐出一大疊紙片，同時解除控制。缺點是替身能力者不能忠實地模擬出被記錄的聲音時便無法發揮作用，而且精神意志較強大者可自行掙脫控制。
由於未被迪奧用於作戰和引起事端，在《星塵鬥士》正篇逃過承太郎一行人的討伐，荷爾·荷斯推測其為迪奧為彌補不能在陽光底下活動而特意培養的替身使者。隨著培育佩特夏和佩特桑的馴鳥師背叛迪奧遇害身亡，轉由馴鳥師的母親收養佩特桑。迪奧死去的十年後，因為被神秘人士偷走，馴鳥師的母親委託荷爾·荷斯前往杜王町尋找佩特桑，促成荷爾·荷斯再度和波因哥合作、與東方仗助聯手。仮頼谷一樹逮獲佩特桑，利用其能力在杜王町為非作歹，更一度危及涼子、波因哥的性命，關鍵時刻因為佩特桑的能力讓已故的花京院典明靈魂現身開導涼子、東方仗助為涼子、波因哥解危，讓戰局產生轉折，加著仗助出拳打爛了佩特桑的鳥喙令能力無法發揮，讓憑藉佩特桑的仮頼谷一樹失去反擊手段敗北。事件落幕後被荷爾·荷斯裝進鳥籠並帶回埃及。

## 話數列表
| 卷数 | 日文標題 | 中文標題                   | 日文話數 | 中文話數                                                                           |
| ---- | -------- | -------------------------- | -------- | ---------------------------------------------------------------------------------- |
| 29   |          | 東方仗助登場之卷           |          | 空条承太郎！邂逅東方仗助 其①～③ 東方仗助！邂逅安傑羅 其①～⑤ 虹村兄弟 其①           |
| 30   |          | 虹村億泰、形兆之卷         |          | 虹村兄弟 其②～⑩                                                                    |
| 31   |          | 廣瀨康一（ECHOES）之卷     |          | 廣瀨康一（ECHOES）其①～⑤ 間田敏和（SURFACE）其①～⑤                                 |
| 32   |          | 山岸由花子墜入情網之卷     |          | 山岸由花子墜入情網 其①～⑨                                                          |
| 33   |          | 一起去品嚐義大利料理吧之卷 |          | 一起去品嚐義大利料理吧 其①～④ 嗆辣紅椒 其①～⑥                                      |
| 34   |          | 到漫畫家的家裡去玩吧之卷   |          | 嗆辣紅椒 其⑦～⑧ 撿到麻煩玩意兒了！其①～③ 到漫畫家的家裡去玩吧 其①～④               |
| 35   |          | 岸邊露伴的冒險之卷         |          | 到漫畫家的家裡去玩吧 其⑤～⑦ 一起去「狩獵」吧！其①～⑤ 岸邊露伴的冒險 其①～②         |
| 36   |          | 「阿重」的收成者之卷       |          | 岸邊露伴的冒險 其③～⑤ 「阿重」的收成者 其①～⑦                                      |
| 37   |          | 吉良吉影想平靜的過日子之卷 |          | 吉良吉影想平靜的過日子 其①～⑤ 杜王町的人們 山岸由花子憧憬著灰姑娘 其①～③           |
| 38   |          | 枯萎穿心攻擊之卷           |          | 山岸由花子憧憬著灰姑娘 其④～⑥ 枯萎穿心攻擊 其①～⑥                                  |
| 39   |          | 父親的眼淚之卷             |          | 枯萎穿心攻擊 其⑦～⑪ 原子心之父 其①～⑤                                              |
| 40   |          | 猜拳小子出現了！之卷       |          | 吉良吉影的新生活 其① 猜拳小子出現了！其①～⑥ 吉良吉影的新生活 其② 我是外星人 其①～② |
| 41   |          | 公路之星之卷               |          | 我是外星人 其③～⑥ 公路之星 其①～⑥                                                  |
| 42   |          | 貓喜歡吉良吉影之卷         |          | 公路之星 其⑦～⑧ 貓喜歡吉良吉影 其①～⑥ 到鐵塔去居住吧 其①                           |
| 43   |          | ENIGMA之謎！之卷           |          | 到鐵塔去居住吧 其②～⑥ ENIGMA之少年 其①～④                                          |
| 44   |          | 爸爸不是爸爸之卷           |          | ENIGMA之少年 其⑤～⑥ 爸爸不是爸爸 其①～② 便宜把戲 其①～⑥                            |
| 45   |          | 另一項新能力・陣亡型態之卷 |          | 另一項新能力・陣亡型態 其①～⑩                                                      |
| 46   |          | 無敵的瘋狂鑽石之卷         |          | 無敵的瘋狂鑽石 其①～⑨                                                              |
| 47   |          | 再見杜王町—黃金之心之卷    |          | 就讓你回想起來 小鎮的守護聖靈 再見杜王町 — 黃金之心                                |

## 出版書籍
單行本
| 冊數 | 集英社        | 集英社             |
| 冊數 | 發售日期      | ISBN               |
| ---- | ------------- | ------------------ |
| 29   | 1992年11月4日 | ISBN 4-08-851635-6 |
| 30   | 1993年1月7日  | ISBN 4-08-851636-3 |
| 31   | 1993年3月4日  | ISBN 4-08-851637-0 |
| 32   | 1993年5月10日 | ISBN 4-08-851638-7 |
| 33   | 1993年7月2日  | ISBN 4-08-851639-4 |
| 34   | 1993年9月3日  | ISBN 4-08-851640-0 |
| 35   | 1993年11月4日 | ISBN 4-08-851405-5 |
| 36   | 1994年2月4日  | ISBN 4-08-851406-2 |
| 37   | 1994年5月2日  | ISBN 4-08-851407-9 |
| 38   | 1994年8月4日  | ISBN 4-08-851408-6 |
| 39   | 1994年11月4日 | ISBN 4-08-851409-3 |
| 40   | 1995年1月11日 | ISBN 4-08-851410-9 |
| 41   | 1995年3月3日  | ISBN 4-08-851891-6 |
| 42   | 1995年5月11日 | ISBN 4-08-851892-3 |
| 43   | 1995年8月4日  | ISBN 4-08-851893-0 |
| 44   | 1995年10月4日 | ISBN 4-08-851894-7 |
| 45   | 1996年1月10日 | ISBN 4-08-851895-4 |
| 46   | 1996年3月4日  | ISBN 4-08-851896-1 |
| 47   | 1996年5月10日 | ISBN 4-08-851897-7 |

文庫版
（台灣譯為愛藏版）
| 冊數 | 集英社        | 集英社             | 東立出版社     | 東立出版社             |
| 冊數 | 發售日期      | ISBN               | 發售日期       | ISBN                   |
| ---- | ------------- | ------------------ | -------------- | ---------------------- |
| 18   | 2004年2月18日 | ISBN 4-08-618167-3 | 2023年1月13日  | ISBN 978-626-347-632-5 |
| 19   | 2004年2月18日 | ISBN 4-08-618168-1 | 2023年2月20日  | ISBN 978-626-347-633-2 |
| 20   | 2004年4月16日 | ISBN 4-08-618169-X | 2023年4月17日  | ISBN 978-626-347-634-9 |
| 21   | 2004年4月16日 | ISBN 4-08-618170-3 | 2023年6月9日   | ISBN 978-626-347-635-6 |
| 22   | 2004年5月18日 | ISBN 4-08-618171-1 | 2023年8月14日  | ISBN 978-626-347-636-3 |
| 23   | 2004年5月18日 | ISBN 4-08-618172-X | 2023年9月22日  | ISBN 978-626-360-553-4 |
| 24   | 2004年6月18日 | ISBN 4-08-618173-8 | 2023年11月6日  | ISBN 978-626-360-554-1 |
| 25   | 2004年6月18日 | ISBN 4-08-618174-6 | 2023年12月14日 | ISBN 978-626-360-555-8 |
| 26   | 2004年7月16日 | ISBN 4-08-618175-4 | 2024年1月26日  | ISBN 978-626-360-556-5 |
| 27   | 2004年7月16日 | ISBN 4-08-618176-2 | 2024年4月11日  | ISBN 978-626-360-557-2 |
| 28   | 2004年8月10日 | ISBN 4-08-618177-0 | 2024年5月16日  | ISBN 978-626-372-920-9 |
| 29   | 2004年8月10日 | ISBN 4-08-618178-9 | 2024年6月20日  | ISBN 978-626-372-921-6 |

第4部 總集篇
| 冊數 | 集英社       | 集英社                 |
| 冊數 | 發售日期     | ISBN                   |
| ---- | ------------ | ---------------------- |
| 1    | 2016年3月4日 | ISBN 978-4-08-111142-8 |
| 2    | 2016年4月1日 | ISBN 978-4-08-111143-5 |
| 3    | 2016年5月6日 | ISBN 978-4-08-111144-2 |
| 4    | 2016年6月3日 | ISBN 978-4-08-111145-9 |
| 5    | 2016年7月1日 | ISBN 978-4-08-111146-6 |
| 6    | 2016年8月5日 | ISBN 978-4-08-111147-3 |

## 衍生作品

### 漫畫
《岸邊露伴一動也不動》
以岸邊露伴為主角的短篇漫畫集。
《岸邊露伴在羅浮》
「BD Louvre」（當羅浮宮遇見漫畫）的第五部作品。
《JOJO的奇妙冒險 瘋狂．鑽石之惡靈的失戀》原作：上遠野浩平、作畫：カラスマタスク
前日談，講述走失的荷爾·荷斯迷路到杜王町的故事。全3卷
1. 2022年6月17日發售、ISBN 978-4-08-883157-2
2. 2022年12月19日發售、ISBN 978-4-08-883354-5
3. 2023年6月19日發售、ISBN 978-4-08-883543-3

### 小說
《The Book -jojo’s bizarre adventure 4th another day-》
由乙一撰寫。故事時間點位於《不滅鑽石》結束之後。以原創角色蓮見琢馬為主角。
- 2007年11月26日發售、ISBN 978-4-08-780476-8（精裝書）
- 2011年12月19日發售、ISBN 978-4-08-703255-0（新裝版）
- 2012年11月20日發售、ISBN 978-4-08-745012-5（文庫版）

《瘋狂·鑽石之惡靈的失戀-JOJO的奇妙冒險-》
上遠野浩平撰寫。
- 2023年6月19日發售、ISBN 978-4-08-790118-4

### 電視動畫
2015年10月24日，來自電視動畫《JOJO的奇妙冒險》在Twitter官網表示，決定製作原作第4部，標題名為《JoJo的奇妙冒險 不滅鑽石》。2016年4月起繼續在TOKYO MX、MBS、東北放送、BS11等台播出。共39集。
日本影片網站niconico動畫舉辦了2016年的最佳動畫票選活動，有306,568位觀眾參與。《JoJo的奇妙冒險 不滅鑽石》獲得第一名，有7.4%的觀眾認為它是該年度最佳動畫。

### 真人電影
《JoJo的奇妙冒險 不滅鑽石 第一章》由三池崇史導演，山崎賢人飾演主角東方仗助。東寶與日本華納娛樂共同初製作及發行，於2017年8月4日上映，片長118分。